# Racoviță

Armoiries de la famille Racoviță

Racoviță, Racovitsa, Racovitza ou, plus rarement, Racowitza, voire parfois Rakowitza (graphie allemande) est une famille de boyards qui, bien que d'origine purement moldave, est considérée comme phanariote. Cette famille joua un rôle important dans les Principautés danubiennes de Moldavie et de Valachie dans la première moitié du XVIIIe siècle. 

## Princes régnants
- Mihai Racoviță, prince de Moldavie de 1703 à 1705 de 1707 à 1709 et de 1716 à 1726 et prince de Valachie de 1730 à 1731 et de 1741 à 1744.
- Constantin Racoviță, prince de Moldavie de 1749 à 1753 de 1756 à 1757 et prince de Valachie de 1753 à 1756 et de 1763 à 1764.
- Ștefan Racoviță, hospodar de Valachie de 8 février 1764 au 29 août 1765.

## Lettré
- Gheorghe Racoviță, magistrat, membre fondateur de la société littéraire Junimea

## Explorateur et scientifique
- Emil Racoviță (1868-1947), fils du précédent.